# Liste des matchs de l'équipe de Géorgie de football par adversaire
 (septembre 2023).
Cette liste présente les matchs de l'équipe de Géorgie de football par adversaire rencontré. Lorsqu'une rivalité footballistique particulière existe entre la Géorgie et un autre pays, une page spécifique est parfois proposée.
- Haut – A
- B
- C
- D
- E
- F
- G
- H
- I
- J
- K
- L
- M
- N
- O
- P
- Q
- R
- S
- T
- U
- V
- W
- X
- Y
- Z

## A

### Afrique du Sud

#### Confrontations
Confrontations entre l'Afrique du Sud et la Géorgie en matchs officiels :
| N° | Date         | Lieu              | Match                    | Score | Compétition  |
| 1  | 27 mars 2002 | Tbilissi, Géorgie | Géorgie - Afrique du Sud | 4-1   | Match amical |

#### Bilan
| Rang | Équipe         | Pts | J | G | N | P | Bp | Bc | Diff |
| ---- | -------------- | --- | - | - | - | - | -- | -- | ---- |
| 1    | Géorgie        | 3   | 1 | 1 | 0 | 0 | 4  | 1  | +3   |
| 2    | Afrique du Sud | 0   | 1 | 0 | 0 | 1 | 1  | 4  | -3   |

### Albanie

#### Confrontations
Confrontations entre l'Albanie et la Géorgie en matchs officiels :
| N° | Date              | Lieu              | Match             | Score | Compétition                                                 |
| 1  | 14 décembre 1994  | Tirana, Albanie   | Albanie - Géorgie | 0-1   | Qualification pour le Championnat d'Europe 1996 (groupe 7)  |
| 2  | 26 avril 1995     | Tbilissi, Géorgie | Géorgie - Albanie | 2-0   | Qualification pour le Championnat d'Europe 1996 (groupe 7)  |
| 3  | 8 février 1998    | Ta' Qali, Malte   | Géorgie - Albanie | 3-0   | Tournoi international de Malte 1998                         |
| 4  | 5 septembre 1998  | Tbilissi, Géorgie | Géorgie - Albanie | 1-0   | Qualification pour le Championnat d'Europe 2000 (groupe 2)  |
| 5  | 9 octobre 1999    | Tirana, Albanie   | Albanie - Géorgie | 2-1   | Qualification pour le Championnat d'Europe 2000 (groupe 2)  |
| 6  | 6 septembre 2003  | Tbilissi, Géorgie | Géorgie - Albanie | 3-0   | Qualification pour le Championnat d'Europe 2004 (groupe 10) |
| 7  | 10 septembre 2003 | Tirana, Albanie   | Albanie - Géorgie | 3-1   | Qualification pour le Championnat d'Europe 2004 (groupe 10) |
| 8  | 8 septembre 2004  | Tbilissi, Géorgie | Géorgie - Albanie | 2-0   | Qualification pour la Coupe du monde 2006 (groupe 2)        |
| 9  | 4 juin 2005       | Tirana, Albanie   | Albanie - Géorgie | 3-2   | Qualification pour la Coupe du monde 2006 (groupe 2)        |
| 10 | 22 mars 2006      | Tirana, Albanie   | Albanie - Géorgie | 0-0   | Match amical                                                |
| 11 | 10 juin 2009      | Tirana, Albanie   | Albanie - Géorgie | 1-1   | Match amical                                                |
| 12 | 29 février 2012   | Tbilissi, Géorgie | Géorgie - Albanie | 2-1   | Match amical                                                |
| 13 | 6 février 2013    | Tirana, Albanie   | Albanie - Géorgie | 1-2   | Match amical                                                |
| 14 | 16 novembre 2015  | Tirana, Albanie   | Albanie - Géorgie | 2-2   | Match amical                                                |
| 15 | 10 Septembre 2024 | Tirana, Albanie   | Albanie - Géorgie |       | LIGUE DES NATIONS 24/25                                     |
| 16 | 14 Octobre 2024   | Tbilissi, Géorgie | Géorgie - Albanie |       | LIGUE DES NATIONS 24/25                                     |

#### Bilan
| Rang | Équipe  | Pts | J  | G | N | P | Bp | Bc | Diff |
| ---- | ------- | --- | -- | - | - | - | -- | -- | ---- |
| 1    | Géorgie | 27  | 14 | 8 | 3 | 3 | 23 | 13 | +10  |
| 2    | Albanie | 12  | 14 | 3 | 3 | 8 | 13 | 23 | -10  |

### Allemagne

#### Confrontations
Confrontations entre l'Allemagne et la Géorgie en matchs officiels :
| N° | Date             | Lieu                 | Match               | Score | Compétition                                                |
| 1  | 29 mars 1995     | Tbilissi, Géorgie    | Géorgie - Allemagne | 0-2   | Qualification pour le Championnat d'Europe 1996 (groupe 7) |
| 2  | 6 septembre 1995 | Nuremberg, Allemagne | Allemagne - Géorgie | 4-1   | Qualification pour le Championnat d'Europe 1996 (groupe 7) |
| 3  | 7 octobre 2006   | Rostock, Allemagne   | Allemagne - Géorgie | 2-0   | Match amical                                               |
| 4  | 29 mars 2015     | Tbilissi, Géorgie    | Géorgie - Allemagne | 0-2   | Qualification pour le Championnat d'Europe 2016 (groupe D) |
| 5  | 11 octobre 2015  | Leipzig, Allemagne   | Allemagne - Géorgie | 2-1   | Qualification pour le Championnat d'Europe 2016 (groupe D) |

#### Bilan
| Rang | Équipe    | Pts | J | G | N | P | Bp | Bc | Diff |
| ---- | --------- | --- | - | - | - | - | -- | -- | ---- |
| 1    | Allemagne | 15  | 5 | 5 | 0 | 0 | 12 | 2  | +10  |
| 2    | Géorgie   | 0   | 5 | 0 | 0 | 5 | 2  | 12 | -10  |

### Angleterre

#### Confrontations
Confrontations entre l'Angleterre et la Géorgie en matchs officiels :
| N° | Date            | Lieu                | Match                | Score | Compétition                                          |
| 1  | 9 novembre 1996 | Tbilissi, Géorgie   | Géorgie - Angleterre | 0-2   | Qualification pour la Coupe du monde 1998 (groupe 2) |
| 2  | 30 avril 1997   | Londres, Angleterre | Angleterre - Géorgie | 2-0   | Qualification pour la Coupe du monde 1998 (groupe 2) |

#### Bilan
| Rang | Équipe     | Pts | J | G | N | P | Bp | Bc | Diff |
| ---- | ---------- | --- | - | - | - | - | -- | -- | ---- |
| 1    | Angleterre | 6   | 2 | 2 | 0 | 0 | 4  | 0  | +4   |
| 2    | Géorgie    | 0   | 2 | 0 | 0 | 2 | 0  | 4  | -4   |

### Arabie Saoudite

#### Confrontations
Confrontations entre l'Arabie saoudite et la Géorgie en matchs officiels :
| N° | Date        | Lieu                          | Match                     | Score | Compétition  |
| 1  | 29 mai 2014 | Jerez de la Frontera, Espagne | Arabie saoudite - Géorgie | 0-2   | Match amical |

#### Bilan
| Rang | Équipe          | Pts | J | G | N | P | Bp | Bc | Diff |
| ---- | --------------- | --- | - | - | - | - | -- | -- | ---- |
| 1    | Géorgie         | 3   | 1 | 1 | 0 | 0 | 2  | 0  | +2   |
| 2    | Arabie saoudite | 0   | 1 | 0 | 0 | 1 | 0  | 2  | -2   |

### Arménie

#### Confrontations
Confrontations entre l'Arménie et la Géorgie en matchs officiels :
| N° | Date             | Lieu              | Match             | Score | Compétition                                            |
| 1  | 30 mars 1997     | Tbilissi, Géorgie | Géorgie - Arménie | 7-0   | Match amical                                           |
| 2  | 6 février 2000   | Limassol, Chypre  | Géorgie - Arménie | 2-1   | Tournoi de Chypre 2000 (match pour la troisième place) |
| 3  | 26 avril 2000    | Erevan, Arménie   | Arménie - Géorgie | 0-0   | Match amical                                           |
| 4  | 21 février 2004  | Nicosie, Chypre   | Arménie - Géorgie | 2-0   | Tournoi de Chypre 2004 (match pour la septième place)  |
| 5  | 9 février 2011   | Limassol, Chypre  | Arménie - Géorgie | 1-2   | Match amical                                           |
| 6  | 8 octobre 2020   | Tychy, Pologne    | Arménie - Géorgie | 2-2   | Ligue des nations de l'UEFA 2020-2021 (groupe 2)       |
| 7  | 13 novembre 2020 | Tbilissi, Géorgie | Géorgie - Arménie | 1-2   | Ligue des nations de l'UEFA 2020-2021 (groupe 2)       |

#### Bilan
| Rang | Équipe  | Pts | J | G | N | P | Bp | Bc | Diff |
| ---- | ------- | --- | - | - | - | - | -- | -- | ---- |
| 1    | Géorgie | 11  | 7 | 3 | 2 | 2 | 14 | 8  | +6   |
| 2    | Arménie | 8   | 7 | 2 | 2 | 3 | 8  | 14 | -6   |

### Autriche

#### Confrontations
Confrontations entre l'Autriche et la Géorgie en matchs officiels :
| N° | Date             | Lieu              | Match              | Score | Compétition                                          |
| 1  | 5 septembre 2016 | Tbilissi, Géorgie | Géorgie - Autriche | 1-2   | Qualification pour la Coupe du monde 2018 (groupe D) |
| 2  | 5 septembre 2017 | Vienne, Autriche  | Autriche - Géorgie | 1-1   | Qualification pour la Coupe du monde 2018 (groupe D) |

#### Bilan
| Rang | Équipe   | Pts | J | G | N | P | Bp | Bc | Diff |
| ---- | -------- | --- | - | - | - | - | -- | -- | ---- |
| 1    | Autriche | 4   | 2 | 1 | 1 | 0 | 3  | 2  | +1   |
| 2    | Géorgie  | 1   | 2 | 0 | 1 | 1 | 2  | 3  | -1   |

### Azerbaïdjan

#### Confrontations
Confrontations entre l'Azerbaïdjan et la Géorgie en matchs officiels :
| Date | Lieu              | Match               | Score                 | Compétition |              |
| 1    | 17 septembre 1992 | Tbilissi, Géorgie   | Géorgie - Azerbaïdjan | 6-3         | Match amical |
| 2    | 25 mai 1993       | Bakou, Azerbaïdjan  | Azerbaïdjan - Géorgie | 1-0         | Match amical |
| 3    | 12 août 1998      | Gandja, Azerbaïdjan | Azerbaïdjan - Géorgie | 1-0         | Match amical |
| 4    | 4 juin 2000       | Bakou, Azerbaïdjan  | Azerbaïdjan - Géorgie | 0-0         | Match amical |
| 5    | 9 mai 2001        | Koutaïssi, Géorgie  | Géorgie - Azerbaïdjan | 1-0         | Match amical |
| 6    | 12 septembre 2007 | Bakou, Azerbaïdjan  | Azerbaïdjan - Géorgie | 1-1         | Match amical |

#### Bilan
| Rang | Équipe      | Pts | J | G | N | P | Bp | Bc | Diff |
| ---- | ----------- | --- | - | - | - | - | -- | -- | ---- |
| 1    | Géorgie     | 7   | 6 | 2 | 2 | 2 | 8  | 6  | +2   |
| 2    | Azerbaïdjan | 7   | 6 | 2 | 2 | 2 | 6  | 8  | -2   |

## B

### Biélorussie

#### Confrontations
Confrontations entre la Biélorussie et la Géorgie en matchs officiels :
| N° | Date             | Lieu               | Match                 | Score | Compétition                                          |
| 1  | 7 septembre 2012 | Tbilissi, Géorgie  | Géorgie - Biélorussie | 1-0   | Qualification pour la Coupe du monde 2014 (groupe I) |
| 2  | 16 octobre 2012  | Minsk, Biélorussie | Biélorussie - Géorgie | 2-0   | Qualification pour la Coupe du monde 2014 (groupe I) |

#### Bilan
| Rang | Équipe      | Pts | J | G | N | P | Bp | Bc | Diff |
| ---- | ----------- | --- | - | - | - | - | -- | -- | ---- |
| 1    | Biélorussie | 3   | 2 | 1 | 0 | 1 | 2  | 1  | +1   |
| 2    | Géorgie     | 3   | 2 | 1 | 0 | 1 | 1  | 2  | -1   |

### Bulgarie

#### Confrontations
Confrontations entre la Bulgarie et la Géorgie en matchs officiels :
| N° | Date             | Lieu              | Match              | Score | Compétition                                                |
| 1  | 12 octobre 1994  | Sofia, Bulgarie   | Bulgarie - Géorgie | 2-0   | Qualification pour le Championnat d'Europe 1996 (groupe 7) |
| 2  | 11 octobre 1995  | Tbilissi, Géorgie | Géorgie - Bulgarie | 2-1   | Qualification pour le Championnat d'Europe 1996 (groupe 7) |
| 3  | 12 novembre 2005 | Sofia, Bulgarie   | Bulgarie - Géorgie | 6-2   | Match amical                                               |
| 4  | 15 octobre 2008  | Tbilissi, Géorgie | Géorgie - Bulgarie | 0-0   | Qualification pour la Coupe du monde 2010 (groupe 8)       |
| 5  | 14 octobre 2009  | Sofia, Bulgarie   | Bulgarie - Géorgie | 6-2   | Qualification pour la Coupe du monde 2010 (groupe 8)       |

#### Bilan
| Rang | Équipe   | Pts | J | G | N | P | Bp | Bc | Diff |
| ---- | -------- | --- | - | - | - | - | -- | -- | ---- |
| 1    | Bulgarie | 10  | 5 | 3 | 1 | 1 | 15 | 6  | +9   |
| 2    | Géorgie  | 4   | 5 | 1 | 1 | 3 | 6  | 15 | -9   |

## C

### Cameroun

#### Confrontations
Confrontations entre le Cameroun et la Géorgie en matchs officiels :
| N° | Date        | Lieu           | Match              | Score | Compétition  |
| 1  | 25 mai 2010 | Linz, Autriche | Cameroun - Géorgie | 0-0   | Match amical |

#### Bilan
| Rang | Équipe   | Pts | J | G | N | P | Bp | Bc | Diff |
| ---- | -------- | --- | - | - | - | - | -- | -- | ---- |
| 1    | Cameroun | 1   | 1 | 0 | 1 | 0 | 0  | 0  | 0    |
| 1    | Géorgie  | 1   | 1 | 0 | 1 | 0 | 0  | 0  | 0    |

### Chypre

#### Confrontations
Confrontations entre Chypre et la Géorgie en matchs officiels :
| N° | Date             | Lieu              | Match            | Score | Compétition                                          |
| 1  | 22 décembre 1992 | Nicosie, Chypre   | Chypre - Géorgie | 1-0   | Match amical                                         |
| 2  | 27 mars 1996     | Nicosie, Chypre   | Chypre - Géorgie | 0-2   | Match amical                                         |
| 3  | 19 février 2004  | Nicosie, Chypre   | Chypre - Géorgie | 3-1   | Match amical                                         |
| 4  | 11 octobre 2008  | Tbilissi, Géorgie | Géorgie - Chypre | 1-1   | Qualification pour la Coupe du monde 2010 (groupe 8) |
| 5  | 28 mars 2009     | Larnaca, Chypre   | Chypre - Géorgie | 2-1   | Qualification pour la Coupe du monde 2010 (groupe 8) |

#### Bilan
| Rang | Équipe  | Pts | J | G | N | P | Bp | Bc | Diff |
| ---- | ------- | --- | - | - | - | - | -- | -- | ---- |
| 1    | Chypre  | 10  | 5 | 3 | 1 | 1 | 7  | 5  | +2   |
| 2    | Géorgie | 4   | 5 | 1 | 1 | 3 | 5  | 7  | -2   |

### Corée du Sud

#### Confrontations
Confrontations entre la Corée du Sud et la Géorgie en matchs officiels :
| N° | Date             | Lieu              | Match                  | Score | Compétition  |
| 1  | 5 septembre 2019 | Istanbul, Turquie | Corée du Sud - Géorgie | 2-2   | Match amical |

#### Bilan
| Rang | Équipe       | Pts | J | G | N | P | Bp | Bc | Diff |
| ---- | ------------ | --- | - | - | - | - | -- | -- | ---- |
| 1    | Corée du Sud | 1   | 1 | 0 | 1 | 0 | 2  | 2  | 0    |
| 1    | Géorgie      | 1   | 1 | 0 | 1 | 0 | 2  | 2  | 0    |

### Croatie

#### Confrontations
Confrontations entre la Croatie et la Géorgie en matchs officiels :
| N° | Date             | Lieu              | Match             | Score | Compétition                                                |
| 1  | 26 mars 2011     | Tbilissi, Géorgie | Géorgie - Croatie | 1-0   | Qualification pour le Championnat d'Europe 2012 (groupe F) |
| 2  | 3 juin 2011      | Split, Croatie    | Croatie - Géorgie | 2-1   | Qualification pour le Championnat d'Europe 2012 (groupe F) |
| 3  | 19 novembre 2019 | Pula, Croatie     | Croatie - Géorgie | 2-1   | Match amical                                               |

#### Bilan
| Rang | Équipe  | Pts | J | G | N | P | Bp | Bc | Diff |
| ---- | ------- | --- | - | - | - | - | -- | -- | ---- |
| 1    | Croatie | 6   | 3 | 2 | 0 | 1 | 4  | 3  | +1   |
| 2    | Géorgie | 3   | 3 | 1 | 0 | 2 | 3  | 4  | -1   |

## D

### Danemark

#### Confrontations
Confrontations entre le Danemark et la Géorgie en matchs officiels :
| N° | Date             | Lieu                 | Match              | Score | Compétition                                                |
| 1  | 17 novembre 2004 | Tbilissi, Géorgie    | Géorgie - Danemark | 2-2   | Qualification pour la Coupe du monde 2006 (groupe 2)       |
| 2  | 7 septembre 2005 | Copenhague, Danemark | Danemark - Géorgie | 6-1   | Qualification pour la Coupe du monde 2006 (groupe 2)       |
| 3  | 5 juin 2013      | Aalborg, Danemark    | Danemark - Géorgie | 2-1   | Match amical                                               |
| 4  | 10 juin 2019     | Copenhague, Danemark | Danemark - Géorgie | 5-1   | Qualification pour le Championnat d'Europe 2020 (Groupe D) |
| 5  | 8 septembre 2019 | Tbilissi, Géorgie    | Géorgie - Danemark | 0-0   | Qualification pour le Championnat d'Europe 2020 (Groupe D) |

#### Bilan
| Rang | Équipe   | Pts | J | G | N | P | Bp | Bc | Diff |
| ---- | -------- | --- | - | - | - | - | -- | -- | ---- |
| 1    | Danemark | 11  | 5 | 3 | 2 | 0 | 15 | 5  | +10  |
| 2    | Géorgie  | 2   | 5 | 0 | 2 | 3 | 5  | 15 | -10  |

## E

### Écosse

#### Confrontations
Confrontations entre l'Écosse et la Géorgie en matchs officiels :
| N° | Date             | Lieu              | Match            | Score | Compétition                                                |
| 1  | 24 mars 2007     | Glasgow, Écosse   | Écosse - Géorgie | 2-1   | Qualification pour le Championnat d'Europe 2008 (groupe B) |
| 2  | 17 octobre 2007  | Tbilissi, Géorgie | Géorgie - Écosse | 2-0   | Qualification pour le Championnat d'Europe 2008 (groupe B) |
| 3  | 11 octobre 2014  | Édimbourg, Écosse | Écosse - Géorgie | 1-0   | Qualification pour le Championnat d'Europe 2016 (groupe D) |
| 4  | 4 septembre 2015 | Tbilissi, Géorgie | Géorgie - Écosse | 1-0   | Qualification pour le Championnat d'Europe 2016 (groupe D) |

#### Bilan
| Rang | Équipe  | Pts | J | G | N | P | Bp | Bc | Diff |
| ---- | ------- | --- | - | - | - | - | -- | -- | ---- |
| 1    | Géorgie | 6   | 4 | 2 | 0 | 2 | 4  | 3  | +1   |
| 2    | Écosse  | 6   | 4 | 2 | 0 | 2 | 3  | 4  | -1   |

### Égypte

#### Confrontations
Confrontations entre l'Égypte et la Géorgie en matchs officiels :
| N° | Date             | Lieu              | Match            | Score | Compétition  |
| 1  | 14 novembre 2012 | Tbilissi, Géorgie | Géorgie - Égypte | 0-0   | Match amical |

#### Bilan
| Rang | Équipe  | Pts | J | G | N | P | Bp | Bc | Diff |
| ---- | ------- | --- | - | - | - | - | -- | -- | ---- |
| 1    | Égypte  | 1   | 1 | 0 | 1 | 0 | 0  | 0  | 0    |
| 1    | Géorgie | 1   | 1 | 0 | 1 | 0 | 0  | 0  | 0    |

### Émirats arabes unis

#### Confrontations
Confrontations entre les Émirats arabes unis et la Géorgie en matchs officiels :
| N° | Date        | Lieu                      | Match                         | Score | Compétition  |
| 1  | 3 juin 2014 | Yverdon-les-Bains, Suisse | Émirats arabes unis - Géorgie | 1-0   | Match amical |

#### Bilan
| Rang | Équipe              | Pts | J | G | N | P | Bp | Bc | Diff |
| ---- | ------------------- | --- | - | - | - | - | -- | -- | ---- |
| 1    | Émirats arabes unis | 3   | 1 | 1 | 0 | 0 | 1  | 0  | +1   |
| 2    | Géorgie             | 0   | 1 | 0 | 0 | 1 | 0  | 1  | -1   |

### Espagne

#### Confrontations
Confrontations entre l'Espagne et la Géorgie en matchs officiels :
| N° | Date              | Lieu              | Match             | Score | Compétition                                          |
| 1  | 11 septembre 2012 | Tbilissi, Géorgie | Géorgie - Espagne | 0-1   | Qualification pour la Coupe du monde 2014 (groupe I) |
| 2  | 15 octobre 2013   | Albacete, Espagne | Espagne - Géorgie | 2-0   | Qualification pour la Coupe du monde 2014 (groupe I) |
| 3  | 7 juin 2016       | Getafe, Espagne   | Espagne - Géorgie | 0-1   | Match amical                                         |
| 4  | 28 Mars 2021      | Tbilissi, Géorgie | Géorgie - Espagne | 1-2   | FIFA 2022 Qualification                              |
| 5  | 5 Septembre 2021  | Albacete, Espagne | Espagne - Géorgie | 4-0   | FIFA 2022 Qualification                              |
| 6  | 8 Septembre 2023  | Tbilissi, Géorgie | Géorgie - Espagne | 1-7   | Euro 2024 Qualification                              |
| 7  | 19 Novembre 2023  | Albacete, Espagne | Espagne - Géorgie | 3-1   | Qualification Euro 2024                              |
| 8  | 30/Juin 2024      | Cologne           | Espagne - Géorgie | 4-1   | Euro 2024 (Huitièmes de finale)                      |

#### Bilan
| Rang | Équipe  | Pts | J | G | N | P | Bp | Bc | Diff |
| ---- | ------- | --- | - | - | - | - | -- | -- | ---- |
| 1    | Espagne | 24  | 8 | 8 | 0 | 1 | 23 | 5  | +18  |
| 2    | Géorgie | 3   | 8 | 1 | 0 | 7 | 5  | 23 | -18  |

### Estonie

#### Confrontations
Confrontations entre l'Estonie et la Géorgie en matchs officiels :
| N° | Date             | Lieu              | Match             | Score | Compétition                           |
| 1  | 18 novembre 1998 | Tbilissi, Géorgie | Géorgie - Estonie | 3-1   | Match amical                          |
| 2  | 11 juin 2000     | Tallinn, Estonie  | Estonie - Géorgie | 1-0   | Match amical                          |
| 3  | 27 mai 2008      | Tallinn, Estonie  | Estonie - Géorgie | 1-1   | Match amical                          |
| 4  | 3 mars 2010      | Tbilissi, Géorgie | Géorgie - Estonie | 2-1   | Match amical                          |
| 5  | 11 novembre 2015 | Tallinn, Estonie  | Estonie - Géorgie | 3-0   | Match amical                          |
| 6  | 27 mars 2018     | Tbilissi, Géorgie | Géorgie - Estonie | 2-0   | Match amical                          |
| 7  | 5 septembre 2020 | Tallinn, Estonie  | Estonie - Géorgie | 0-1   | Ligue des nations 2020-2021 (Ligue C) |

#### Bilan
| Rang | Équipe  | Pts | J | G | N | P | Bp | Bc | Diff |
| ---- | ------- | --- | - | - | - | - | -- | -- | ---- |
| 1    | Géorgie | 13  | 7 | 4 | 1 | 2 | 9  | 7  | +2   |
| 2    | Estonie | 7   | 7 | 2 | 1 | 4 | 7  | 9  | -2   |

## F

### Finlande

#### Confrontations
Confrontations entre la Finlande et la Géorgie en matchs officiels :
| N° | Date              | Lieu               | Match              | Score | Compétition                                          |
| 1  | 12 octobre 2012   | Helsinki, Finlande | Finlande - Géorgie | 1-1   | Qualification pour la Coupe du monde 2014 (groupe I) |
| 2  | 10 septembre 2013 | Tbilissi, Géorgie  | Géorgie - Finlande | 0-1   | Qualification pour la Coupe du monde 2014 (groupe I) |

#### Bilan
| Rang | Équipe   | Pts | J | G | N | P | Bp | Bc | Diff |
| ---- | -------- | --- | - | - | - | - | -- | -- | ---- |
| 1    | Finlande | 4   | 2 | 1 | 1 | 0 | 2  | 1  | +1   |
| 2    | Géorgie  | 1   | 2 | 0 | 1 | 1 | 1  | 2  | -1   |

### France

#### Confrontations
Confrontations entre la France et la Géorgie en matchs officiels :
| N° | Date             | Lieu                | Match            | Score | Compétition                                                |
| 1  | 2 septembre 2006 | Tbilissi, Géorgie   | Géorgie - France | 0-3   | Qualification pour le Championnat d'Europe 2008 (groupe B) |
| 2  | 6 juin 2007      | Auxerre, France     | France - Géorgie | 1-0   | Qualification pour le Championnat d'Europe 2008 (groupe B) |
| 3  | 22 mars 2013     | Saint-Denis, France | France - Géorgie | 3-1   | Qualification pour la Coupe du monde 2014 (groupe I)       |
| 4  | 6 septembre 2013 | Tbilissi, Géorgie   | Géorgie - France | 0-0   | Qualification pour la Coupe du monde 2014 (groupe I)       |

#### Bilan
| Rang | Équipe  | Pts | J | G | N | P | Bp | Bc | Diff |
| ---- | ------- | --- | - | - | - | - | -- | -- | ---- |
| 1    | France  | 10  | 4 | 3 | 1 | 0 | 7  | 1  | +6   |
| 2    | Géorgie | 1   | 4 | 0 | 1 | 3 | 1  | 7  | -6   |

## G

### Gibraltar

#### Confrontations
Confrontations entre Gibraltar et la Géorgie en matchs officiels :
| N° | Date            | Lieu                 | Match               | Score | Compétition                                                |
| 1  | 14 octobre 2014 | Faro, Portugal       | Gibraltar - Géorgie | 0-3   | Qualification pour le Championnat d'Europe 2016 (groupe D) |
| 2  | 8 octobre 2015  | Tbilissi, Géorgie    | Géorgie - Gibraltar | 4-0   | Qualification pour le Championnat d'Europe 2016 (groupe D) |
| 3  | 7 juin 2019     | Tbilissi, Géorgie    | Géorgie - Gibraltar | 3-0   | Qualification pour le Championnat d'Europe 2020 (Groupe D) |
| 4  | 15 octobre 2019 | Gibraltar, Gibraltar | Gibraltar - Géorgie | 2-3   | Qualification pour le Championnat d'Europe 2020 (Groupe D) |

#### Bilan
| Rang | Équipe    | Pts | J | G | N | P | Bp | Bc | Diff |
| ---- | --------- | --- | - | - | - | - | -- | -- | ---- |
| 1    | Géorgie   | 12  | 4 | 4 | 0 | 0 | 13 | 2  | +11  |
| 2    | Gibraltar | 0   | 4 | 0 | 0 | 4 | 2  | 13 | -11  |

### Grèce

#### Confrontations
Confrontations entre la Gibraltar et la Géorgie en matchs officiels :
| N° | Date             | Lieu              | Match           | Score | Compétition                                                |
| 1  | 8 mai 1996       | Ioannina, Grèce   | Grèce - Géorgie | 2-1   | Match amical                                               |
| 2  | 14 octobre 1998  | Athènes, Grèce    | Grèce - Géorgie | 3-0   | Qualification pour le Championnat d'Europe 2000 (groupe 2) |
| 3  | 5 juin 1999      | Tbilissi, Géorgie | Géorgie - Grèce | 1-2   | Qualification pour le Championnat d'Europe 2000 (groupe 2) |
| 4  | 26 mars 2005     | Tbilissi, Géorgie | Géorgie - Grèce | 1-3   | Qualification pour la Coupe du monde 2006 (groupe 2)       |
| 5  | 12 octobre 2005  | Le Pirée, Grèce   | Grèce - Géorgie | 1-0   | Qualification pour la Coupe du monde 2006 (groupe 2)       |
| 6  | 3 septembre 2010 | Le Pirée, Grèce   | Grèce - Géorgie | 1-1   | Qualification pour le Championnat d'Europe 2012 (groupe F) |
| 7  | 11 octobre 2011  | Tbilissi, Géorgie | Géorgie - Grèce | 1-2   | Qualification pour le Championnat d'Europe 2012 (groupe F) |

#### Bilan
| Rang | Équipe  | Pts | J | G | N | P | Bp | Bc | Diff |
| ---- | ------- | --- | - | - | - | - | -- | -- | ---- |
| 1    | Grèce   | 19  | 7 | 6 | 1 | 0 | 14 | 5  | +9   |
| 2    | Géorgie | 1   | 7 | 0 | 1 | 6 | 5  | 14 | -9   |

## H

### Hongrie

#### Confrontations
Confrontations entre la Hongrie et la Géorgie en matchs officiels :
| Date | Lieu               | Match             | Score             | Compétition |                                                      |
| 1    | 6 juin 2001        | Budapest, Hongrie | Hongrie - Géorgie | 4-1         | Qualification pour la Coupe du monde 2002 (groupe 8) |
| 2    | 1er septembre 2001 | Tbilissi, Géorgie | Géorgie - Hongrie | 3-1         | Qualification pour la Coupe du monde 2002 (groupe 8) |

#### Bilan
| Rang | Équipe  | Pts | J | G | N | P | Bp | Bc | Diff |
| ---- | ------- | --- | - | - | - | - | -- | -- | ---- |
| 1    | Hongrie | 3   | 2 | 1 | 0 | 1 | 5  | 4  | +1   |
| 2    | Géorgie | 3   | 2 | 1 | 0 | 1 | 4  | 5  | -1   |

## I

### Îles Féroé

#### Confrontations
Confrontations entre les îles Féroé et la Géorgie en matchs officiels :
| N° | Date         | Lieu               | Match                | Score | Compétition                                                |
| 1  | 16 août 2006 | Toftir, Îles Féroé | Îles Féroé - Géorgie | 0-6   | Qualification pour le Championnat d'Europe 2008 (groupe B) |
| 2  | 28 mars 2007 | Tbilissi, Géorgie  | Géorgie - Îles Féroé | 3-1   | Qualification pour le Championnat d'Europe 2008 (groupe B) |

#### Bilan
| Rang | Équipe     | Pts | J | G | N | P | Bp | Bc | Diff |
| ---- | ---------- | --- | - | - | - | - | -- | -- | ---- |
| 1    | Géorgie    | 6   | 2 | 2 | 0 | 0 | 9  | 1  | +8   |
| 2    | Îles Féroé | 0   | 2 | 0 | 0 | 2 | 1  | 9  | -8   |

### Iran

#### Confrontations
Confrontations entre l'Iran et la Géorgie en matchs officiels :
| N° | Date         | Lieu          | Match          | Score | Compétition  |
| 1  | 16 août 2000 | Téhéran, Iran | Iran - Géorgie | 2-1   | Match amical |

#### Bilan
| Rang | Équipe  | Pts | J | G | N | P | Bp | Bc | Diff |
| ---- | ------- | --- | - | - | - | - | -- | -- | ---- |
| 1    | Iran    | 3   | 1 | 1 | 0 | 0 | 2  | 1  | +1   |
| 2    | Géorgie | 0   | 1 | 0 | 0 | 1 | 1  | 2  | -1   |

### Irlande

#### Confrontations
Confrontations entre l'Irlande et la Géorgie en matchs officiels :
| N° | Date             | Lieu               | Match             | Score | Compétition                                                 |
| 1  | 29 mars 2003     | Tbilissi, Géorgie  | Géorgie - Irlande | 1-2   | Qualification pour le Championnat d'Europe 2004 (groupe 10) |
| 2  | 11 juin 2003     | Dublin, Irlande    | Irlande - Géorgie | 2-0   | Qualification pour le Championnat d'Europe 2004 (groupe 10) |
| 3  | 6 septembre 2008 | Mayence, Allemagne | Géorgie - Irlande | 1-2   | Qualification pour la Coupe du monde 2010 (groupe 8)        |
| 4  | 11 février 2009  | Dublin, Irlande    | Irlande - Géorgie | 2-1   | Qualification pour la Coupe du monde 2010 (groupe 8)        |
| 5  | 2 juin 2013      | Dublin, Irlande    | Irlande - Géorgie | 4-0   | Match amical                                                |
| 6  | 7 septembre 2014 | Tbilissi, Géorgie  | Géorgie - Irlande | 1-2   | Qualification pour le Championnat d'Europe 2016 (groupe D)  |
| 7  | 7 septembre 2015 | Dublin, Irlande    | Irlande - Géorgie | 1-0   | Qualification pour le Championnat d'Europe 2016 (groupe D)  |
| 8  | 6 octobre 2016   | Dublin, Irlande    | Irlande - Géorgie | 1-0   | Qualification pour la Coupe du monde 2018 (groupe D)        |
| 9  | 2 septembre 2017 | Tbilissi, Géorgie  | Géorgie - Irlande | 1-1   | Qualification pour la Coupe du monde 2018 (groupe D)        |
| 10 | 26 mars 2019     | Dublin, Irlande    | Irlande - Géorgie | 1-0   | Qualification pour le Championnat d'Europe 2020 (Groupe D)  |
| 11 | 12 octobre 2019  | Tbilissi, Géorgie  | Géorgie - Irlande | 0-0   | Qualification pour le Championnat d'Europe 2020 (Groupe D)  |

#### Bilan
| Rang | Équipe               | Pts | J  | G | N | P | Bp | Bc | Diff |
| ---- | -------------------- | --- | -- | - | - | - | -- | -- | ---- |
| 1    | République d'Irlande | 29  | 11 | 9 | 2 | 0 | 18 | 5  | +13  |
| 2    | Géorgie              | 2   | 11 | 0 | 2 | 9 | 5  | 18 | -13  |

### Irlande du Nord

#### Confrontations
Confrontations entre l'Irlande du Nord et la Géorgie en matchs officiels :
| N° | Date         | Lieu                     | Match                     | Score | Compétition  |
| 1  | 26 mars 2008 | Belfast, Irlande du Nord | Irlande du Nord - Géorgie | 4-1   | Match amical |

#### Bilan
| Rang | Équipe          | Pts | J | G | N | P | Bp | Bc | Diff |
| ---- | --------------- | --- | - | - | - | - | -- | -- | ---- |
| 1    | Irlande du Nord | 3   | 1 | 1 | 0 | 0 | 4  | 1  | +3   |
| 2    | Géorgie         | 0   | 1 | 0 | 0 | 1 | 1  | 4  | -3   |

### Islande

#### Confrontations
Confrontations entre l'Islande et la Géorgie en matchs officiels :
| N° | Date             | Lieu               | Match             | Score | Compétition  |
| 1  | 9 septembre 2009 | Reykjavik, Islande | Islande - Géorgie | 3-1   | Match amical |

#### Bilan
| Rang | Équipe  | Pts | J | G | N | P | Bp | Bc | Diff |
| ---- | ------- | --- | - | - | - | - | -- | -- | ---- |
| 1    | Islande | 3   | 1 | 1 | 0 | 0 | 3  | 1  | +2   |
| 2    | Géorgie | 0   | 1 | 0 | 0 | 1 | 1  | 3  | -2   |

### Israël

#### Confrontations
Confrontations entre l'Israël et la Géorgie en matchs officiels :
| N° | Date             | Lieu                   | Match            | Score | Compétition                                                |
| 1  | 23 février 1994  | Tel Aviv-Jaffa, Israël | Israël - Géorgie | 2-0   | Match amical                                               |
| 2  | 29 mars 2000     | Ashkelon, Israël       | Israël - Géorgie | 1-1   | Match amical                                               |
| 3  | 24 avril 2001    | Tbilissi, Géorgie      | Géorgie - Israël | 3-2   | Match amical                                               |
| 4  | 27 mai 2004      | Tbilissi, Géorgie      | Géorgie - Israël | 0-1   | Match amical                                               |
| 5  | 7 septembre 2010 | Tbilissi, Géorgie      | Géorgie - Israël | 0-0   | Qualification pour le Championnat d'Europe 2012 (groupe F) |
| 6  | 29 mars 2011     | Tel Aviv-Jaffa, Israël | Israël - Géorgie | 1-0   | Qualification pour le Championnat d'Europe 2012 (groupe F) |

#### Bilan
| Rang | Équipe  | Pts | J | G | N | P | Bp | Bc | Diff |
| ---- | ------- | --- | - | - | - | - | -- | -- | ---- |
| 1    | Israël  | 11  | 6 | 3 | 2 | 1 | 7  | 4  | +3   |
| 2    | Géorgie | 5   | 6 | 1 | 2 | 3 | 4  | 7  | -3   |

### Italie

#### Confrontations
Confrontations entre l'Italie et la Géorgie en matchs officiels :
| N° | Date              | Lieu              | Match            | Score | Compétition                                                |
| 1  | 9 octobre 1996    | Pérouse, Italie   | Italie - Géorgie | 1-0   | Qualification pour la Coupe du monde 1998 (groupe 2)       |
| 2  | 10 septembre 1997 | Tbilissi, Géorgie | Géorgie - Italie | 0-0   | Qualification pour la Coupe du monde 1998 (groupe 2)       |
| 3  | 11 octobre 2000   | Ancône, Italie    | Italie - Géorgie | 2-0   | Qualification pour la Coupe du monde 2002 (groupe 8)       |
| 4  | 2 juin 2001       | Tbilissi, Géorgie | Géorgie - Italie | 1-2   | Qualification pour la Coupe du monde 2002 (groupe 8)       |
| 5  | 11 octobre 2006   | Tbilissi, Géorgie | Géorgie - Italie | 1-3   | Qualification pour le Championnat d'Europe 2008 (groupe B) |
| 6  | 13 octobre 2007   | Gênes, Italie     | Italie - Géorgie | 2-0   | Qualification pour le Championnat d'Europe 2008 (groupe B) |
| 7  | 10 septembre 2008 | Udine, Italie     | Italie - Géorgie | 2-0   | Qualification pour la Coupe du monde 2010 (groupe 8)       |
| 8  | 5 septembre 2009  | Tbilissi, Géorgie | Géorgie - Italie | 0-2   | Qualification pour la Coupe du monde 2010 (groupe 8)       |

#### Bilan
| Rang | Équipe  | Pts | J | G | N | P | Bp | Bc | Diff |
| ---- | ------- | --- | - | - | - | - | -- | -- | ---- |
| 1    | Italie  | 22  | 8 | 7 | 1 | 0 | 14 | 2  | +12  |
| 2    | Géorgie | 1   | 8 | 0 | 1 | 7 | 2  | 14 | -12  |

## J

### Jordanie

#### Confrontations
Confrontations entre la Jordanie et la Géorgie en matchs officiels :
| N° | Date             | Lieu                       | Match              | Score | Compétition  |
| 1  | 16 novembre 2005 | Tbilissi, Géorgie          | Géorgie - Jordanie | 3-2   | Match amical |
| 2  | 25 janvier 2017  | Dubaï, Émirats arabes unis | Jordanie - Géorgie | 1-0   | Match amical |

#### Bilan
| Rang | Équipe   | Pts | J | G | N | P | Bp | Bc | Diff |
| ---- | -------- | --- | - | - | - | - | -- | -- | ---- |
| 1    | Géorgie  | 3   | 1 | 1 | 0 | 1 | 3  | 3  | 0    |
| 1    | Jordanie | 3   | 1 | 1 | 0 | 1 | 3  | 3  | 0    |

## K

### Kazakhstan

#### Confrontations
Confrontations entre le Kazakhstan et la Géorgie en matchs officiels :
| N° | Date             | Lieu               | Match                | Score | Compétition                                          |
| 1  | 17 août 2005     | Almaty, Kazakhstan | Kazakhstan - Géorgie | 1-2   | Qualification pour la Coupe du monde 2006 (groupe 7) |
| 2  | 8 octobre 2005   | Tbilissi, Géorgie  | Géorgie - Kazakhstan | 0-0   | Qualification pour la Coupe du monde 2006 (groupe 7) |
| 3  | 14 août 2013     | Astana, Kazakhstan | Kazakhstan - Géorgie | 1-0   | Match amical                                         |
| 4  | 29 mars 2016     | Tbilissi, Géorgie  | Géorgie - Kazakhstan | 1-1   | Match amical                                         |
| 5  | 6 septembre 2018 | Astana, Kazakhstan | Kazakhstan - Géorgie | 0-2   | Ligue des nations 2018-2019 (Ligue D - groupe 1)     |

#### Bilan
| Rang | Équipe     | Pts | J | G | N | P | Bp | Bc | Diff |
| ---- | ---------- | --- | - | - | - | - | -- | -- | ---- |
| 1    | Géorgie    | 8   | 5 | 2 | 2 | 1 | 5  | 3  | +2   |
| 2    | Kazakhstan | 5   | 5 | 1 | 2 | 2 | 3  | 5  | -2   |

## L

### Lettonie

#### Confrontations
Confrontations entre la Lettonie et la Géorgie en matchs officiels :
|   | Date             | Lieu              | Match              | Score | Compétition                                                |
| 1 | 26 juin 1994     | Riga, Lettonie    | Lettonie - Géorgie | 1-3   | Match amical                                               |
| 2 | 6 février 1998   | L-Imdina, Malte   | Géorgie - Lettonie | 2-1   | Tournoi international de Malte 1998                        |
| 3 | 10 octobre 1998  | Riga, Lettonie    | Lettonie - Géorgie | 1-0   | Qualification pour le Championnat d'Europe 2000 (groupe 2) |
| 4 | 8 septembre 1999 | Tbilissi, Géorgie | Géorgie - Lettonie | 2-2   | Qualification pour le Championnat d'Europe 2000 (groupe 2) |
| 5 | 6 février 2008   | Tbilissi, Géorgie | Géorgie - Lettonie | 1-3   | Match amical                                               |
| 6 | 12 octobre 2010  | Riga, Lettonie    | Lettonie - Géorgie | 1-1   | Qualification pour le Championnat d'Europe 2012 (groupe F) |
| 7 | 2 septembre 2011 | Tbilissi, Géorgie | Géorgie - Lettonie | 0-1   | Qualification pour le Championnat d'Europe 2012 (groupe F) |
| 8 | 28 mars 2017     | Tbilissi, Géorgie | Géorgie - Lettonie | 5-0   | Match amical                                               |

#### Bilan
| Rang | Équipe   | Pts | J | G | N | P | Bp | Bc | Diff |
| ---- | -------- | --- | - | - | - | - | -- | -- | ---- |
| 1    | Géorgie  | 11  | 8 | 3 | 2 | 3 | 14 | 10 | +4   |
| 2    | Lettonie | 11  | 8 | 3 | 2 | 3 | 10 | 14 | -4   |

### Liban

#### Confrontations
Confrontations entre le Liban et la Géorgie en matchs officiels :
| N° | Date            | Lieu            | Match           | Score | Compétition  |
| 1  | 5 décembre 1996 | Beyrouth, Liban | Liban - Géorgie | 4-2   | Match amical |
| 2  | 8 décembre 1996 | Beyrouth, Liban | Liban - Géorgie | 3-2   | Match amical |

#### Bilan
| Rang | Équipe  | Pts | J | G | N | P | Bp | Bc | Diff |
| ---- | ------- | --- | - | - | - | - | -- | -- | ---- |
| 1    | Liban   | 6   | 2 | 2 | 0 | 0 | 7  | 4  | +3   |
| 2    | Géorgie | 0   | 2 | 0 | 0 | 2 | 4  | 7  | -3   |

### Liechtenstein

#### Confrontations
Confrontations entre le Liechtenstein et la Géorgie en matchs officiels :
| N° | Date        | Lieu              | Match                   | Score | Compétition  |
| 1  | 5 mars 2014 | Tbilissi, Géorgie | Géorgie - Liechtenstein | 2-0   | Match amical |

#### Bilan
| Rang | Équipe        | Pts | J | G | N | P | Bp | Bc | Diff |
| ---- | ------------- | --- | - | - | - | - | -- | -- | ---- |
| 1    | Géorgie       | 3   | 1 | 1 | 0 | 0 | 2  | 0  | +2   |
| 2    | Liechtenstein | 0   | 1 | 0 | 0 | 1 | 0  | 2  | -2   |

### Lituanie

#### Confrontations
Confrontations entre la Lituanie et la Géorgie en matchs officiels :
| N° | Date              | Lieu              | Match              | Score | Compétition                                                |
| 1  | 27 mai 1990       | Tbilissi, Géorgie | Géorgie - Lituanie | 2-2   | Match amical                                               |
| 2  | 12 septembre 1992 | Vilnius, Lituanie | Lituanie - Géorgie | 1-0   | Match amical                                               |
| 3  | 7 octobre 2000    | Kaunas, Lituanie  | Lituanie - Géorgie | 0-4   | Qualification pour la Coupe du monde 2002 (groupe 8)       |
| 4  | 5 septembre 2001  | Tbilissi, Géorgie | Géorgie - Lituanie | 2-0   | Qualification pour la Coupe du monde 2002 (groupe 8)       |
| 5  | 9 février 2005    | Tbilissi, Géorgie | Géorgie - Lituanie | 1-0   | Match amical                                               |
| 6  | 2 juin 2007       | Kaunas Lituanie   | Lituanie - Géorgie | 1-0   | Qualification pour le Championnat d'Europe 2008 (groupe B) |
| 7  | 21 novembre 2007  | Tbilissi Géorgie  | Géorgie - Lituanie | 0-2   | Qualification pour le Championnat d'Europe 2008 (groupe B) |
| 8  | 24 mars 2018      | Tbilissi, Géorgie | Géorgie - Lituanie | 4-0   | Match amical                                               |

#### Bilan
| Rang | Équipe   | Pts | J | G | N | P | Bp | Bc | Diff |
| ---- | -------- | --- | - | - | - | - | -- | -- | ---- |
| 1    | Géorgie  | 13  | 8 | 4 | 1 | 3 | 13 | 6  | +7   |
| 2    | Lituanie | 10  | 8 | 3 | 1 | 4 | 6  | 13 | -7   |

### Luxembourg

#### Confrontations
Confrontations entre le Luxembourg et la Géorgie en matchs officiels :
| N° | Date         | Lieu                    | Match                | Score | Compétition  |
| 1  | 15 août 2001 | Mondercange, Luxembourg | Luxembourg - Géorgie | 0-3   | Match amical |
| 2  | 22 août 2007 | Luxembourg, Luxembourg  | Luxembourg - Géorgie | 0-0   | Match amical |
| 3  | 15 août 2012 | Oberkorn, Luxembourg    | Luxembourg - Géorgie | 1-2   | Match amical |
| 4  | 5 juin 2018  | Luxembourg, Luxembourg  | Luxembourg - Géorgie | 1-0   | Match amical |

#### Bilan
| Rang | Équipe     | Pts | J | G | N | P | Bp | Bc | Diff |
| ---- | ---------- | --- | - | - | - | - | -- | -- | ---- |
| 1    | Géorgie    | 7   | 4 | 2 | 1 | 1 | 5  | 2  | +3   |
| 2    | Luxembourg | 4   | 4 | 1 | 1 | 2 | 2  | 5  | -3   |

## M

### Macédoine du Nord

#### Confrontations
Confrontations entre la Macédoine du Nord et la Géorgie en matchs officiels :
| N° | Date             | Lieu              | Match                       | Score | Compétition                           |
| 1  | 8 septembre 2020 | Tbilissi, Géorgie | Géorgie - Macédoine du Nord | 1-1   | Ligue des nations 2020-2021 (Ligue C) |

#### Bilan
| Rang | Équipe            | Pts | J | G | N | P | Bp | Bc | Diff |
| ---- | ----------------- | --- | - | - | - | - | -- | -- | ---- |
| 1    | Géorgie           | 1   | 1 | 0 | 1 | 0 | 1  | 1  | 0    |
| 1    | Macédoine du Nord | 1   | 1 | 0 | 1 | 0 | 1  | 1  | 0    |

### Malte

#### Confrontations
Confrontations entre Malte et la Géorgie en matchs officiels :
| N° | Date             | Lieu              | Match           | Score | Compétition                                                |
| 1  | 10 février 1994  | Ta' Qali, Malte   | Malte - Géorgie | 0-1   | Tournoi International de Malte 1994                        |
| 2  | 19 juillet 1994  | Tbilissi, Géorgie | Géorgie - Malte | 1-1   | Match amical                                               |
| 3  | 10 février 1998  | Ta' Qali, Malte   | Malte - Géorgie | 1-3   | Tournoi International de Malte 1998                        |
| 4  | 1er mars 2006    | Ta' Qali, Malte   | Malte - Géorgie | 0-2   | Tournoi International de Malte 2006                        |
| 5  | 12 août 2009     | Ta' Qali, Malte   | Malte - Géorgie | 2-0   | Match amical                                               |
| 6  | 8 octobre 2010   | Tbilissi, Géorgie | Géorgie - Malte | 1-0   | Qualification pour le Championnat d'Europe 2012 (groupe F) |
| 7  | 6 septembre 2011 | Ta' Qali, Malte   | Malte - Géorgie | 1-1   | Qualification pour le Championnat d'Europe 2012 (groupe F) |
| 8  | 25 mars 2015     | Tbilissi, Géorgie | Géorgie - Malte | 2-0   | Match amical                                               |
| 9  | 1er juin 2018    | Schwaz, Autriche  | Géorgie - Malte | 1-0   | Match amical                                               |

#### Bilan
| Rang | Équipe  | Pts | J | G | N | P | Bp | Bc | Diff |
| ---- | ------- | --- | - | - | - | - | -- | -- | ---- |
| 1    | Géorgie | 20  | 9 | 6 | 2 | 1 | 12 | 5  | +7   |
| 2    | Malte   | 5   | 9 | 1 | 2 | 6 | 5  | 12 | -7   |

### Moldavie

#### Confrontations
Confrontations entre la Moldavie et la Géorgie en matchs officiels :
| N° | Date              | Lieu               | Match              | Score | Compétition                                                |
| 1  | 2 juillet 1991    | Chișinău, Moldavie | Moldavie - Géorgie | 2-4   | Match amical                                               |
| 2  | 7 septembre 1994  | Tbilissi, Géorgie  | Géorgie - Moldavie | 0-1   | Qualification pour le Championnat d'Europe 1996 (groupe 7) |
| 3  | 15 novembre 1995  | Chișinău, Moldavie | Moldavie - Géorgie | 3-2   | Qualification pour le Championnat d'Europe 1996 (groupe 7) |
| 4  | 7 juin 1997       | Batoumi, Géorgie   | Géorgie - Moldavie | 2-0   | Qualification pour la Coupe du monde 1998 (groupe 2)       |
| 5  | 24 septembre 1997 | Chișinău, Moldavie | Moldavie - Géorgie | 0-1   | Qualification pour la Coupe du monde 1998 (groupe 2)       |
| 6  | 12 février 2003   | Tbilissi, Géorgie  | Géorgie - Moldavie | 2-2   | Match amical                                               |
| 7  | 18 août 2004      | Tiraspol, Moldavie | Moldavie - Géorgie | 1-0   | Match amical                                               |
| 8  | 6 juin 2009       | Tbilissi, Géorgie  | Géorgie - Moldavie | 1-2   | Match amical                                               |
| 9  | 11 août 2010      | Chișinău, Moldavie | Moldavie - Géorgie | 0-0   | Match amical                                               |
| 10 | 11 novembre 2011  | Tbilissi, Géorgie  | Géorgie - Moldavie | 2-0   | Match amical                                               |
| 11 | 12 novembre 2016  | Tbilissi, Géorgie  | Géorgie - Moldavie | 1-1   | Qualification pour la Coupe du monde 2018 (groupe D)       |
| 12 | 11 juin 2017      | Chișinău, Moldavie | Moldavie - Géorgie | 2-2   | Qualification pour la Coupe du monde 2018 (groupe D)       |

#### Bilan
| Rang | Équipe   | Pts | J  | G | N | P | Bp | Bc | Diff |
| ---- | -------- | --- | -- | - | - | - | -- | -- | ---- |
| 1    | Géorgie  | 16  | 12 | 4 | 4 | 4 | 17 | 14 | +3   |
| 2    | Moldavie | 16  | 12 | 4 | 4 | 4 | 14 | 17 | -3   |

### Monténégro

#### Confrontations
Confrontations entre le Monténégro et la Géorgie en matchs officiels :
| N° | Date            | Lieu                  | Match                | Score | Compétition                                          |
| 1  | 1er avril 2009  | Tbilissi, Géorgie     | Géorgie - Monténégro | 0-0   | Qualification pour la Coupe du monde 2010 (groupe 8) |
| 2  | 10 octobre 2009 | Podgorica, Monténégro | Monténégro - Géorgie | 2-1   | Qualification pour la Coupe du monde 2010 (groupe 8) |

#### Bilan
| Rang | Équipe     | Pts | J | G | N | P | Bp | Bc | Diff |
| ---- | ---------- | --- | - | - | - | - | -- | -- | ---- |
| 1    | Monténégro | 4   | 2 | 1 | 1 | 1 | 2  | 1  | +1   |
| 2    | Géorgie    | 1   | 2 | 1 | 1 | 1 | 1  | 2  | -1   |

## N

### Nigeria

#### Confrontations
Confrontations entre le Nigeria et la Géorgie en matchs officiels :
| N° | Date         | Lieu            | Match             | Score | Compétition  |
| 1  | 11 juin 1994 | Ibadan, Nigeria | Nigeria - Géorgie | 5-1   | Match amical |

#### Bilan
| Rang | Équipe  | Pts | J | G | N | P | Bp | Bc | Diff |
| ---- | ------- | --- | - | - | - | - | -- | -- | ---- |
| 1    | Nigeria | 3   | 1 | 1 | 0 | 0 | 5  | 1  | +4   |
| 2    | Géorgie | 0   | 1 | 0 | 0 | 1 | 1  | 5  | -4   |

### Norvège

#### Confrontations
Confrontations entre la Norvège et la Géorgie en matchs officiels :
| N° | Date               | Lieu              | Match             | Score | Compétition                                                |
| 1  | 1er septembre 1996 | Oslo, Norvège     | Norvège - Géorgie | 1-0   | Match amical                                               |
| 2  | 28 avril 1999      | Tbilissi, Géorgie | Géorgie - Norvège | 1-4   | Qualification pour le Championnat d'Europe 2000 (groupe 2) |
| 3  | 30 mai 1999        | Oslo, Norvège     | Norvège - Géorgie | 1-0   | Qualification pour le Championnat d'Europe 2000 (groupe 2) |

#### Bilan
| Rang | Équipe  | Pts | J | G | N | P | Bp | Bc | Diff |
| ---- | ------- | --- | - | - | - | - | -- | -- | ---- |
| 1    | Norvège | 9   | 3 | 3 | 0 | 0 | 6  | 1  | +5   |
| 2    | Géorgie | 0   | 3 | 0 | 0 | 3 | 1  | 6  | -5   |

### Nouvelle-Zélande

#### Confrontations
Confrontations entre la Nouvelle-Zélande et la Géorgie en matchs officiels :
| N° | Date        | Lieu                    | Match                      | Score | Compétition  |
| 1  | 27 mai 2006 | Altenkirchen, Allemagne | Géorgie - Nouvelle-Zélande | 1-3   | Match amical |

#### Bilan
| Rang | Équipe           | Pts | J | G | N | P | Bp | Bc | Diff |
| ---- | ---------------- | --- | - | - | - | - | -- | -- | ---- |
| 1    | Nouvelle-Zélande | 3   | 1 | 1 | 0 | 0 | 3  | 1  | +2   |
| 2    | Géorgie          | 0   | 1 | 0 | 0 | 1 | 1  | 3  | -2   |

## O

### Ouzbékistan

#### Confrontations
Confrontations entre l'Ouzbékistan et la Géorgie en matchs officiels :
| N° | Date            | Lieu                       | Match                 | Score | Compétition  |
| 1  | 23 janvier 2017 | Dubaï, Émirats arabes unis | Ouzbékistan - Géorgie | 2-2   | Match amical |

#### Bilan
| Rang | Équipe      | Pts | J | G | N | P | Bp | Bc | Diff |
| ---- | ----------- | --- | - | - | - | - | -- | -- | ---- |
| 1    | Géorgie     | 1   | 1 | 0 | 1 | 0 | 2  | 2  | 0    |
| 1    | Ouzbékistan | 1   | 1 | 0 | 1 | 0 | 2  | 2  | 0    |

## P

### Paraguay

#### Confrontations
Confrontations entre le Paraguay et la Géorgie en matchs officiels :
| N° | Date        | Lieu               | Match              | Score | Compétition  |
| 1  | 31 mai 2006 | Asuncion, Paraguay | Paraguay - Géorgie | 1-0   | Match amical |

#### Bilan
| Rang | Équipe   | Pts | J | G | N | P | Bp | Bc | Diff |
| ---- | -------- | --- | - | - | - | - | -- | -- | ---- |
| 1    | Paraguay | 3   | 1 | 1 | 0 | 0 | 1  | 0  | +1   |
| 2    | Géorgie  | 0   | 1 | 0 | 0 | 1 | 0  | 1  | -1   |

### Pays de Galles

#### Confrontations
Confrontations entre le Pays de Galles et la Géorgie en matchs officiels :
| N° | Date             | Lieu                    | Match                    | Score | Compétition                                                |
| 1  | 16 novembre 1994 | Tbilissi, Géorgie       | Géorgie - Pays de Galles | 5-0   | Qualification pour le Championnat d'Europe 1996 (groupe 7) |
| 2  | 7 juin 1995      | Cardiff, Pays de Galles | Pays de Galles - Géorgie | 0-1   | Qualification pour le Championnat d'Europe 1996 (groupe 7) |
| 3  | 20 août 2008     | Swansea, Pays de Galles | Pays de Galles - Géorgie | 1-2   | Match amical                                               |
| 4  | 9 octobre 2016   | Cardiff, Pays de Galles | Pays de Galles - Géorgie | 1-1   | Qualification pour la Coupe du monde 2018 (groupe D)       |
| 5  | 6 octobre 2017   | Tbilissi, Géorgie       | Géorgie - Pays de Galles | -     | Qualification pour la Coupe du monde 2018 (groupe D)       |

#### Bilan
| Rang | Équipe         | Pts | J | G | N | P | Bp | Bc | Diff |
| ---- | -------------- | --- | - | - | - | - | -- | -- | ---- |
| 1    | Géorgie        | 10  | 4 | 3 | 1 | 0 | 9  | 2  | +7   |
| 2    | Pays de Galles | 1   | 4 | 0 | 1 | 3 | 2  | 9  | -7   |

### Pologne

#### Confrontations
Confrontations entre la Pologne et la Géorgie en matchs officiels :
| N° | Date             | Lieu              | Match             | Score | Compétition                                                |
| 1  | 14 juin 1997     | Katowice, Pologne | Pologne - Géorgie | 4-1   | Qualification pour la Coupe du monde 1998 (groupe 2)       |
| 2  | 11 octobre 1997  | Tbilisi, Géorgie  | Géorgie - Pologne | 3-0   | Qualification pour la Coupe du monde 1998 (groupe 2)       |
| 3  | 10 août 2011     | Lubin, Pologne    | Pologne - Géorgie | 1-0   | Match amical                                               |
| 4  | 14 novembre 2014 | Tbilissi, Géorgie | Géorgie - Pologne | 0-4   | Qualification pour le Championnat d'Europe 2016 (groupe D) |
| 5  | 13 juin 2015     | Varsovie, Pologne | Pologne - Géorgie | 4-0   | Qualification pour le Championnat d'Europe 2016 (groupe D) |

#### Bilan
| Rang | Équipe  | Pts | J | G | N | P | Bp | Bc | Diff |
| ---- | ------- | --- | - | - | - | - | -- | -- | ---- |
| 1    | Pologne | 12  | 5 | 4 | 0 | 1 | 13 | 4  | +9   |
| 2    | Géorgie | 3   | 5 | 1 | 0 | 4 | 4  | 13 | -9   |

### Portugal

#### Confrontations
Confrontations entre le Portugal et la Géorgie en matchs officiels :
| N° | Date         | Lieu                     | Match              | Score | Compétition          |
| 1  | 31 mai 2008  | Viseu, Portugal          | Portugal - Géorgie | 2-0   | Match amical         |
| 2  | 26 juin 2024 | Gelsenkirchen, Allemagne | Géorgie - Portugal | 2-0   | Euro 2024 (groupe F) |

#### Bilan
| Rang | Équipe   | Pts | J | G | N | P | Bp | Bc | Diff |
| ---- | -------- | --- | - | - | - | - | -- | -- | ---- |
| 1    | Portugal | 3   | 2 | 1 | 0 | 1 | 2  | 2  | 0    |
| 2    | Géorgie  | 3   | 2 | 1 | 0 | 1 | 2  | 2  | 0    |

## Q

### Qatar

#### Confrontations
Confrontations entre le Qatar et la Géorgie en matchs officiels :
| N° | Date             | Lieu        | Match           | Score | Compétition  |
| 1  | 16 novembre 2007 | Doha, Qatar | Qatar - Géorgie | 1-2   | Match amical |

#### Bilan
| Rang | Équipe  | Pts | J | G | N | P | Bp | Bc | Diff |
| ---- | ------- | --- | - | - | - | - | -- | -- | ---- |
| 1    | Géorgie | 3   | 1 | 1 | 0 | 0 | 2  | 1  | +1   |
| 2    | Qatar   | 0   | 1 | 0 | 0 | 1 | 1  | 2  | -1   |

## R

### Roumanie

#### Confrontations
Confrontations entre la Roumanie et la Géorgie en matchs officiels :
| N° | Date             | Lieu               | Match              | Score             | Compétition                                          |
| 1  | 24 avril 1996    | Bucarest, Roumanie | Roumanie - Géorgie | 5-0               | Match amical                                         |
| 2  | 4 février 2000   | Larnaca, Chypre    | Géorgie - Roumanie | 1-1 (2-4 aux tab) | Tournoi de Chypre (deuxième tour)                    |
| 3  | 28 mars 2001     | Tbilissi, Géorgie  | Géorgie - Roumanie | 0-2               | Qualification pour la Coupe du monde 2002 (groupe 8) |
| 4  | 6 octobre 2001   | Bucarest, Roumanie | Roumanie - Géorgie | 1-1               | Qualification pour la Coupe du monde 2002 (groupe 8) |
| 5  | 18 février 2004  | Larnaca, Chypre    | Roumanie - Géorgie | 3-0               | Match amical                                         |
| 6  | 19 novembre 2008 | Bucarest, Roumanie | Roumanie - Géorgie | 2-1               | Match amical                                         |
| 7  | 3 juin 2016      | Bucarest, Roumanie | Roumanie - Géorgie | 5-1               | Match amical                                         |

#### Bilan
| Rang | Équipe   | Pts | J | G | N | P | Bp | Bc | Diff |
| ---- | -------- | --- | - | - | - | - | -- | -- | ---- |
| 1    | Roumanie | 15  | 7 | 5 | 2 | 0 | 19 | 4  | +15  |
| 2    | Géorgie  | 2   | 7 | 0 | 2 | 5 | 4  | 19 | -15  |

### Russie

#### Confrontations
Confrontations entre la Russie et la Géorgie en matchs officiels :
| N° | Date            | Lieu              | Match            | Score | Compétition                                                 |
| 1  | 30 mai 1998     | Tbilissi, Géorgie | Géorgie - Russie | 1-1   | Match amical                                                |
| 2  | 30 avril 2003   | Tbilissi, Géorgie | Géorgie - Russie | 1-0   | Qualification pour le Championnat d'Europe 2004 (groupe 10) |
| 3  | 11 octobre 2003 | Moscou, Russie    | Russie - Géorgie | 3-1   | Qualification pour le Championnat d'Europe 2004 (groupe 10) |

#### Bilan
| Rang | Équipe  | Pts | J | G | N | P | Bp | Bc | Diff |
| ---- | ------- | --- | - | - | - | - | -- | -- | ---- |
| 1    | Russie  | 4   | 3 | 1 | 1 | 1 | 4  | 3  | +1   |
| 2    | Géorgie | 4   | 3 | 1 | 1 | 1 | 3  | 4  | -1   |

## S

### Saint-Christophe-et-Niévès

#### Confrontations
Confrontations entre Saint-Christophe-et-Niévès et la Géorgie en matchs officiels :
| N° | Date        | Lieu              | Match                                | Score | Compétition  |
| 1  | 7 juin 2017 | Tbilissi, Géorgie | Géorgie - Saint-Christophe-et-Niévès | 3-0   | Match amical |

#### Bilan
| Rang | Équipe                     | Pts | J | G | N | P | Bp | Bc | Diff |
| ---- | -------------------------- | --- | - | - | - | - | -- | -- | ---- |
| 1    | Géorgie                    | 3   | 1 | 1 | 0 | 0 | 3  | 0  | +3   |
| 2    | Saint-Christophe-et-Niévès | 0   | 1 | 0 | 0 | 1 | 0  | 3  | -3   |

### Serbie

#### Confrontations
Confrontations entre la Serbie et la Géorgie en matchs officiels :
| N° | Date           | Lieu              | Match            | Score | Compétition                                          |
| 1  | 24 mars 2017   | Tbilissi, Géorgie | Géorgie - Serbie | 1-3   | Qualification pour la Coupe du monde 2018 (groupe D) |
| 2  | 9 octobre 2017 | Belgrade, Serbie  | Serbie - Géorgie | -     | Qualification pour la Coupe du monde 2018 (groupe D) |

#### Bilan
| Rang | Équipe  | Pts | J | G | N | P | Bp | Bc | Diff |
| ---- | ------- | --- | - | - | - | - | -- | -- | ---- |
| 1    | Serbie  | 3   | 1 | 1 | 0 | 0 | 3  | 1  | +2   |
| 2    | Géorgie | 0   | 1 | 0 | 0 | 1 | 1  | 3  | -2   |

### Slovaquie

#### Confrontations
Confrontations entre la Slovaquie et la Géorgie en matchs officiels :
| N° | Date        | Lieu           | Match               | Score | Compétition  |
| 1  | 27 mai 2016 | Wels, Autriche | Slovaquie - Géorgie | 3-1   | Match amical |

#### Bilan
| Rang | Équipe    | Pts | J | G | N | P | Bp | Bc | Diff |
| ---- | --------- | --- | - | - | - | - | -- | -- | ---- |
| 1    | Slovaquie | 3   | 1 | 1 | 0 | 0 | 3  | 1  | +2   |
| 2    | Géorgie   | 0   | 1 | 0 | 0 | 1 | 1  | 3  | -2   |

### Slovénie

#### Confrontations
Confrontations entre la Slovénie et la Géorgie en matchs officiels :
| N° | Date             | Lieu                | Match              | Score | Compétition                                                |
| 1  | 8 février 1994   | Ta' Qali, Malte     | Slovénie - Géorgie | 1-0   | Tournoi International de Malte 1994                        |
| 2  | 27 mars 1999     | Tbilissi, Géorgie   | Géorgie - Slovénie | 1-1   | Qualification pour le Championnat d'Europe 2000 (groupe 2) |
| 3  | 4 septembre 1999 | Ljubljana, Slovénie | Slovénie - Géorgie | 2-1   | Qualification pour le Championnat d'Europe 2000 (groupe 2) |
| 4  | 17 novembre 2010 | Ljubljana, Slovénie | Slovénie - Géorgie | 1-2   | Match amical                                               |

#### Bilan
| Rang | Équipe   | Pts | J | G | N | P | Bp | Bc | Diff |
| ---- | -------- | --- | - | - | - | - | -- | -- | ---- |
| 1    | Slovénie | 7   | 4 | 2 | 1 | 1 | 5  | 4  | +1   |
| 2    | Géorgie  | 4   | 4 | 1 | 1 | 2 | 4  | 5  | -1   |

### Suisse

#### Confrontations
Confrontations entre la Suisse et la Géorgie en matchs officiels :
| N° | Date             | Lieu               | Match            | Score | Compétition                                                 |
| 1  | 8 septembre 2002 | Bâle, Suisse       | Suisse - Géorgie | 4-1   | Qualification pour le Championnat d'Europe 2004 (groupe 10) |
| 2  | 2 avril 2003     | Tbilissi, Géorgie  | Géorgie - Suisse | 0-0   | Qualification pour le Championnat d'Europe 2004 (groupe 10) |
| 3  | 23 mars 2019     | Tbilissi, Géorgie  | Géorgie - Suisse | 0-2   | Qualification pour le Championnat d'Europe 2020 (Groupe D)  |
| 4  | 15 novembre 2019 | Saint-Gall, Suisse | Suisse - Géorgie | 1-0   | Qualification pour le Championnat d'Europe 2020 (Groupe D)  |

#### Bilan
| Rang | Équipe  | Pts | J | G | N | P | Bp | Bc | Diff |
| ---- | ------- | --- | - | - | - | - | -- | -- | ---- |
| 1    | Suisse  | 10  | 4 | 3 | 1 | 0 | 7  | 1  | +6   |
| 2    | Géorgie | 1   | 4 | 0 | 1 | 3 | 1  | 7  | -6   |

## T

### Tchéquie

#### Confrontations
Confrontations entre l'Tchéquie et la Géorgie en matchs officiel :
| N° | Date             | Lieu                | Match              | Score | Compétition             |
| 1  | 22 juin 2024     | Hambourg, Allemagne | Géorgie - Tchéquie | 1-1   | Euro 2024 (groupe F)    |
| 2  | 7 Septembre 2024 | Tbilissi, Géorgie   | Géorgie - Tchéquie |       | LIGUE DES NATIONS 24/25 |
| 3  | 19 Novembre 2024 | Tchéquie            | Tchéquie - Géorgie |       | LIGUE DES NATIONS 24/25 |

#### Bilan
| Rang | Équipe   | Pts | J | G | N | P | Bp | Bc | Diff |
| ---- | -------- | --- | - | - | - | - | -- | -- | ---- |
|      | Géorgie  | 1   | 1 | 0 | 1 | 0 | 1  | 1  | 0    |
|      | Tchéquie | 1   | 0 | 0 | 1 | 0 | 1  | 1  | 0    |

### Tunisie

#### Confrontations
Confrontations entre la Tunisie et la Géorgie en matchs officiels :
| N° | Date            | Lieu            | Match             | Score | Compétition                         |
| 1  | 12 février 1994 | Ta' Qali, Malte | Géorgie - Tunisie | 2-0   | Tournoi International de Malte 1994 |
| 2  | 2 mai 1998      | Sousse, Tunisie | Tunisie - Géorgie | 1-1   | Match amical                        |

#### Bilan
| Rang | Équipe  | Pts | J | G | N | P | Bp | Bc | Diff |
| ---- | ------- | --- | - | - | - | - | -- | -- | ---- |
| 1    | Géorgie | 4   | 2 | 1 | 1 | 0 | 3  | 1  | +2   |
| 2    | Tunisie | 1   | 2 | 0 | 1 | 1 | 1  | 3  | -2   |

### Turquie

#### Confrontations
Confrontations entre la Turquie et la Géorgie en matchs officiels :
| N° | Date             | Lieu                | Match             | Score | Compétition                                          |
| 1  | 21 août 2002     | Trabzon, Turquie    | Turquie - Géorgie | 3-0   | Match amical                                         |
| 2  | 4 septembre 2004 | Trabzon, Turquie    | Turquie - Géorgie | 1-1   | Qualification pour la Coupe du monde 2006 (groupe 2) |
| 3  | 30 mars 2005     | Tbilissi, Géorgie   | Géorgie - Turquie | 2-5   | Qualification pour la Coupe du monde 2006 (groupe 2) |
| 4  | 7 février 2007   | Tbilissi, Géorgie   | Géorgie - Turquie | 1-0   | Match amical                                         |
| 5  | 24 mai 2012      | Salzbourg, Autriche | Géorgie - Turquie | 1-3   | Match amical                                         |
| 6  | 18 juin 2024     | Dortmund, Allemagne | Turquie - Géorgie | 3-1   | Euro 2024 (groupe F)                                 |

#### Bilan
| Rang | Équipe  | Pts | J | G | N | P | Bp | Bc | Diff |
| ---- | ------- | --- | - | - | - | - | -- | -- | ---- |
| 1    | Turquie | 13  | 6 | 4 | 1 | 1 | 15 | 6  | +9   |
| 2    | Géorgie | 4   | 6 | 2 | 1 | 3 | 6  | 15 | -9   |

## U

### Ukraine

#### Confrontations
Confrontations entre l'Ukraine et la Géorgie en matchs officiels :
| N° | Date             | Lieu              | Match             | Score | Compétition                                                |
| 1  | 19 août 1998     | Kiev, Ukraine     | Ukraine - Géorgie | 4-0   | Match amical                                               |
| 2  | 20 mars 1999     | Tbilissi, Géorgie | Géorgie - Ukraine | 0-1   | Match amical                                               |
| 3  | 14 février 2001  | Tbilissi, Géorgie | Géorgie - Ukraine | 0-0   | Match amical                                               |
| 4  | 17 avril 2002    | Kiev, Ukraine     | Ukraine - Géorgie | 2-1   | Match amical                                               |
| 5  | 13 octobre 2004  | Kiev, Ukraine     | Ukraine - Géorgie | 2-0   | Qualification pour la Coupe du monde 2006 (groupe 2)       |
| 6  | 3 septembre 2005 | Tbilissi, Géorgie | Géorgie - Ukraine | 1-1   | Qualification pour la Coupe du monde 2006 (groupe 2)       |
| 7  | 6 septembre 2006 | Kiev, Ukraine     | Ukraine - Géorgie | 3-2   | Qualification pour le Championnat d'Europe 2008 (groupe B) |
| 8  | 8 septembre 2007 | Tbilissi, Géorgie | Géorgie - Ukraine | 1-1   | Qualification pour le Championnat d'Europe 2008 (groupe B) |
| 9  | 9 juin 2015      | Linz, Autriche    | Géorgie - Ukraine | 1-2   | Match amical                                               |
| 10 | 11 Octobre 2024  | Kiev, Ukraine     | Ukraine - Géorgie |       | LIGUE DES NATIONS 24/25                                    |
| 11 | 16 Novembre 2024 | Tbilissi, Géorgie | Géorgie - Ukraine |       | LIGUE DES NATIONS 24/25                                    |

#### Bilan
| Rang | Équipe  | Pts | J | G | N | P | Bp | Bc | Diff |
| ---- | ------- | --- | - | - | - | - | -- | -- | ---- |
| 1    | Ukraine | 21  | 9 | 6 | 3 | 0 | 16 | 6  | +10  |
| 2    | Géorgie | 3   | 9 | 0 | 3 | 6 | 6  | 16 | -10  |

### Uruguay

#### Confrontations
Confrontations entre l'Uruguay et la Géorgie en matchs officiels :
| N° | Date             | Lieu              | Match             | Score | Compétition  |
| 1  | 15 novembre 2006 | Tbilissi, Géorgie | Géorgie - Uruguay | 2-0   | Match amical |

#### Bilan
| Rang | Équipe  | Pts | J | G | N | P | Bp | Bc | Diff |
| ---- | ------- | --- | - | - | - | - | -- | -- | ---- |
| 1    | Géorgie | 3   | 1 | 1 | 0 | 0 | 2  | 0  | +2   |
| 2    | Uruguay | 0   | 1 | 0 | 0 | 1 | 0  | 2  | -2   |

## Statistiques par équipe affrontée
| Equipe                     |     | Joués | Joués | Joués      | Victoires  | Victoires  | Victoires   | Défaites    | Défaites    | Défaites   | Partages   | Partages   | Partages | Buts marqués | Buts marqués | Buts marqués | Buts encaissés | Buts encaissés | Buts encaissés |
|                            |     | Dom.  | Ext.  | Neu.       | Dom.       | Ext.       | Neu.        | Dom.        | Ext.        | Neu.       | Dom.       | Ext.       | Neu.     | Dom.         | Ext.         | Neu.         | Dom.           | Ext.           | Neu.           |
| Afrique du Sud             |     | 1     | 0     | 0          | 1          | 0          | 0           | 0           | 0           | 0          | 0          | 0          | 0        | 4            | 0            | 0            | 1              | 0              | 0              |
| Albanie                    |     | 5     | 8     | 1          | 5          | 2          | 1           | 0           | 3           | 0          | 0          | 3          | 0        | 10           | 10           | 3            | 1              | 12             | 0              |
| Allemagne                  |     | 2     | 3     | 0          | 0          | 0          | 0           | 2           | 3           | 0          | 0          | 0          | 0        | 0            | 2            | 0            | 4              | 8              | 0              |
| Angleterre                 |     | 1     | 1     | 0          | 0          | 0          | 0           | 1           | 1           | 0          | 0          | 0          | 0        | 0            | 0            | 0            | 2              | 2              | 0              |
| Arabie saoudite            |     | 0     | 0     | 1          | 0          | 0          | 1           | 0           | 0           | 0          | 0          | 0          | 0        | 0            | 0            | 2            | 0              | 0              | 0              |
| Arménie                    |     | 1     | 1     | 3          | 1          | 0          | 2           | 0           | 0           | 1          | 0          | 1          | 0        | 7            | 0            | 4            | 0              | 0              | 4              |
| Autriche                   |     | 1     | 1     | 0          | 0          | 0          | 0           | 1           | 0           | 0          | 0          | 1          | 0        | 1            | 1            | 0            | 2              | 1              | 0              |
| Azerbaïdjan                |     | 2     | 4     | 0          | 2          | 0          | 0           | 0           | 2           | 0          | 0          | 2          | 0        | 7            | 1            | 0            | 3              | 3              | 0              |
| Biélorussie                |     | 1     | 1     | 0          | 1          | 0          | 0           | 0           | 1           | 0          | 0          | 0          | 0        | 1            | 0            | 0            | 0              | 2              | 0              |
| Bulgarie                   |     | 2     | 3     | 0          | 1          | 0          | 0           | 0           | 3           | 0          | 1          | 0          | 0        | 2            | 4            | 0            | 1              | 14             | 0              |
| Cameroun                   |     | 0     | 0     | 1          | 0          | 0          | 0           | 0           | 0           | 0          | 0          | 0          | 1        | 0            | 0            | 0            | 0              | 0              | 0              |
| Chypre                     |     | 1     | 4     | 0          | 0          | 1          | 0           | 0           | 3           | 0          | 1          | 0          | 0        | 1            | 4            | 0            | 1              | 6              | 0              |
| Corée du Sud               |     | 0     | 0     | 1          | 0          | 0          | 0           | 0           | 0           | 0          | 0          | 0          | 1        | 0            | 0            | 2            | 0              | 0              | 2              |
| Croatie                    |     | 1     | 2     | 0          | 1          | 0          | 0           | 0           | 2           | 0          | 0          | 0          | 0        | 1            | 2            | 0            | 0              | 4              | 0              |
| Danemark                   |     | 2     | 3     | 0          | 0          | 0          | 0           | 0           | 3           | 0          | 2          | 0          | 0        | 2            | 3            | 0            | 2              | 13             | 0              |
| Écosse                     |     | 2     | 2     | 0          | 2          | 0          | 0           | 0           | 2           | 0          | 0          | 0          | 0        | 3            | 1            | 0            | 0              | 3              | 0              |
| Égypte                     |     | 1     | 0     | 0          | 0          | 0          | 0           | 0           | 0           | 0          | 1          | 0          | 0        | 0            | 0            | 0            | 0              | 0              | 0              |
| Émirats arabes unis        |     | 0     | 0     | 1          | 0          | 0          | 0           | 0           | 0           | 1          | 0          | 0          | 0        | 0            | 0            | 0            | 0              | 0              | 1              |
| Espagne                    |     | 1     | 2     | 0          | 0          | 1          | 0           | 1           | 1           | 0          | 0          | 0          | 0        | 0            | 1            | 0            | 1              | 2              | 0              |
| Estonie                    |     | 2     | 3     | 0          | 2          | 0          | 0           | 0           | 2           | 0          | 0          | 1          | 0        | 5            | 1            | 0            | 2              | 5              | 0              |
| Finlande                   |     | 1     | 1     | 0          | 0          | 0          | 0           | 1           | 0           | 0          | 0          | 1          | 0        | 0            | 1            | 0            | 1              | 1              | 0              |
| France                     |     | 2     | 2     | 0          | 0          | 0          | 0           | 1           | 2           | 0          | 1          | 0          | 0        | 0            | 1            | 0            | 3              | 4              | 0              |
| Gibraltar                  |     | 2     | 1     | 1          | 2          | 1          | 1           | 0           | 0           | 0          | 0          | 0          | 0        | 7            | 3            | 3            | 0              | 2              | 0              |
| Grèce                      |     | 3     | 4     | 0          | 0          | 0          | 0           | 3           | 3           | 0          | 0          | 1          | 0        | 3            | 2            | 0            | 7              | 7              | 0              |
| Hongrie                    |     | 1     | 1     | 0          | 1          | 0          | 0           | 0           | 1           | 0          | 0          | 0          | 0        | 3            | 1            | 0            | 1              | 4              | 0              |
| Îles Féroé                 |     | 1     | 1     | 0          | 1          | 1          | 0           | 0           | 0           | 0          | 0          | 0          | 0        | 3            | 6            | 0            | 1              | 0              | 0              |
| Iran                       |     | 0     | 1     | 0          | 0          | 0          | 0           | 0           | 1           | 0          | 0          | 0          | 0        | 0            | 1            | 0            | 0              | 2              | 0              |
| Irlande                    |     | 4     | 6     | 1          | 0          | 0          | 0           | 2           | 6           | 1          | 2          | 0          | 0        | 3            | 1            | 1            | 5              | 11             | 2              |
| Irlande du Nord            |     | 0     | 1     | 0          | 0          | 0          | 0           | 0           | 1           | 0          | 0          | 0          | 0        | 0            | 1            | 0            | 0              | 4              | 0              |
| Islande                    |     | 0     | 1     | 0          | 0          | 0          | 0           | 0           | 1           | 0          | 0          | 0          | 0        | 0            | 1            | 0            | 0              | 3              | 0              |
| Israël                     |     | 3     | 3     | 0          | 1          | 0          | 0           | 1           | 2           | 0          | 1          | 1          | 0        | 3            | 1            | 0            | 3              | 4              | 0              |
| Italie                     |     | 4     | 4     | 0          | 0          | 0          | 0           | 3           | 4           | 0          | 1          | 0          | 0        | 2            | 0            | 0            | 7              | 7              | 0              |
| Jordanie                   |     | 1     | 0     | 1          | 1          | 0          | 0           | 0           | 0           | 1          | 0          | 0          | 0        | 3            | 0            | 0            | 2              | 0              | 1              |
| Kazakhstan                 |     | 2     | 2     | 0          | 0          | 1          | 0           | 0           | 1           | 0          | 2          | 0          | 0        | 1            | 2            | 0            | 1              | 2              | 0              |
| Lettonie                   |     | 4     | 3     | 1          | 1          | 1          | 1           | 2           | 1           | 0          | 1          | 1          | 0        | 8            | 4            | 2            | 6              | 3              | 1              |
| Liban                      |     | 0     | 2     | 0          | 0          | 0          | 0           | 0           | 2           | 0          | 0          | 0          | 0        | 0            | 4            | 0            | 0              | 7              | 0              |
| Liechtenstein              |     | 1     | 0     | 0          | 1          | 0          | 0           | 0           | 0           | 0          | 0          | 0          | 0        | 2            | 0            | 0            | 0              | 0              | 0              |
| Lituanie                   |     | 4     | 3     | 0          | 2          | 1          | 0           | 1           | 2           | 0          | 1          | 0          | 0        | 5            | 4            | 0            | 4              | 2              | 0              |
| Luxembourg                 |     | 0     | 4     | 0          | 0          | 2          | 0           | 0           | 1           | 0          | 0          | 1          | 0        | 0            | 5            | 0            | 0              | 2              | 0              |
| Macédoine du Nord          |     | 1     | 0     | 0          | 0          | 0          | 0           | 0           | 0           | 0          | 1          | 0          | 0        | 1            | 0            | 0            | 1              | 0              | 0              |
| Malte                      |     | 3     | 5     | 0          | 2          | 3          | 0           | 0           | 1           | 0          | 1          | 1          | 0        | 4            | 7            | 0            | 1              | 4              | 0              |
| Moldavie                   |     | 6     | 6     | 0          | 2          | 2          | 0           | 2           | 2           | 0          | 2          | 2          | 0        | 8            | 9            | 0            | 6              | 8              | 0              |
| Monténégro                 |     | 1     | 1     | 0          | 0          | 0          | 0           | 0           | 1           | 0          | 1          | 0          | 0        | 0            | 1            | 0            | 0              | 2              | 0              |
| Nigeria                    |     | 0     | 1     | 0          | 0          | 0          | 0           | 0           | 1           | 0          | 0          | 0          | 0        | 0            | 1            | 0            | 0              | 5              | 0              |
| Norvège                    |     | 1     | 2     | 0          | 0          | 0          | 0           | 1           | 2           | 0          | 0          | 0          | 0        | 1            | 0            | 0            | 4              | 2              | 0              |
| Nouvelle-Zélande           |     | 0     | 0     | 1          | 0          | 0          | 0           | 0           | 0           | 1          | 0          | 0          | 0        | 0            | 0            | 1            | 0              | 0              | 3              |
| Ouzbékistan                |     | 0     | 0     | 1          | 0          | 0          | 0           | 0           | 0           | 0          | 0          | 0          | 1        | 0            | 0            | 2            | 0              | 0              | 2              |
| Paraguay                   |     | 0     | 1     | 0          | 0          | 0          | 0           | 0           | 1           | 0          | 0          | 0          | 0        | 0            | 0            | 0            | 0              | 1              | 0              |
| Pays de Galles             |     | 1     | 3     | 0          | 1          | 2          | 0           | 0           | 0           | 0          | 0          | 1          | 0        | 5            | 4            | 0            | 0              | 2              | 0              |
| Pologne                    |     | 2     | 3     | 0          | 1          | 0          | 0           | 1           | 3           | 0          | 0          | 0          | 0        | 3            | 1            | 0            | 4              | 9              | 0              |
| Portugal                   |     | 0     | 1     | 0          | 0          | 0          | 0           | 0           | 1           | 0          | 0          | 0          | 0        | 0            | 0            | 0            | 0              | 2              | 0              |
| Qatar                      |     | 0     | 1     | 0          | 0          | 1          | 0           | 0           | 0           | 0          | 0          | 0          | 0        | 0            | 2            | 0            | 0              | 1              | 0              |
| Roumanie                   |     | 1     | 4     | 2          | 0          | 0          | 0           | 1           | 3           | 1          | 0          | 1          | 1        | 0            | 3            | 1            | 2              | 13             | 4              |
| Russie                     |     | 2     | 1     | 0          | 1          | 0          | 0           | 0           | 1           | 0          | 1          | 0          | 0        | 2            | 1            | 0            | 1              | 3              | 0              |
| Saint-Christophe-et-Niévès |     | 1     | 0     | 0          | 1          | 0          | 0           | 0           | 0           | 0          | 0          | 0          | 0        | 3            | 0            | 0            | 0              | 0              | 0              |
| Serbie                     |     | 1     | 0     | 0          | 0          | 0          | 0           | 1           | 0           | 0          | 0          | 0          | 0        | 1            | 0            | 0            | 3              | 0              | 0              |
| Slovaquie                  |     | 0     | 0     | 1          | 0          | 0          | 0           | 0           | 0           | 1          | 0          | 0          | 0        | 0            | 0            | 1            | 0              | 0              | 3              |
| Slovénie                   |     | 1     | 2     | 1          | 0          | 1          | 0           | 0           | 1           | 1          | 1          | 0          | 0        | 1            | 3            | 0            | 1              | 3              | 1              |
| Suisse                     |     | 2     | 2     | 0          | 0          | 0          | 0           | 1           | 2           | 0          | 1          | 0          | 0        | 0            | 1            | 0            | 2              | 5              | 0              |
| Tunisie                    |     | 0     | 1     | 1          | 0          | 0          | 1           | 0           | 0           | 0          | 0          | 1          | 0        | 0            | 1            | 2            | 0              | 1              | 0              |
| Turquie                    |     | 2     | 2     | 1          | 1          | 0          | 0           | 1           | 1           | 1          | 0          | 1          | 0        | 3            | 1            | 1            | 5              | 4              | 3              |
| Ukraine                    |     | 4     | 4     | 1          | 0          | 0          | 0           | 1           | 4           | 1          | 3          | 0          | 0        | 2            | 3            | 1            | 3              | 11             | 2              |
| Uruguay                    |     | 1     | 0     | 0          | 1          | 0          | 0           | 0           | 0           | 0          | 0          | 0          | 0        | 2            | 0            | 0            | 0              | 0              | 0              |
|                            |     |       |       |            |            |            |             |             |             |            |            |            |          |              |              |              |                |                |                |
| TOTAUX                     |     | 89    | 117   | 21         | 36         | 20         | 7           | 28          | 77          | 10         | 25         | 20         | 4        | 122          | 106          | 26           | 94             | 215            | 29             |
| TOTAUX                     | 227 | 227   | 227   | 63 (27.8%) | 63 (27.8%) | 63 (27.8%) | 115 (50.7%) | 115 (50.7%) | 115 (50.7%) | 49 (21.6%) | 49 (21.6%) | 49 (21.6%) | 254      | 254          | 254          | 338          | 338            | 338            |                |